# Killer Instinct (Fernsehserie)
Killer Instinct ist eine US-amerikanische Fernsehserie, die vom 23. September bis zum 2. Dezember 2005 beim Sender Fox ausgestrahlt wurde. Aufgrund unterdurchschnittlicher Einschaltquoten wurde die Ausstrahlung der Serie in den USA schon nach der neunten Episode eingestellt. Dennoch wurden alle 13 produzierten Folgen in Großbritannien bei Channel 5  ausgestrahlt, ebenso liefen sie in Frankreich, Neuseeland, Kroatien, den Niederlanden, Australien, Italien, Japan und Polen. Zu einer Ausstrahlung im deutschsprachigen Raum kam es jedoch nicht.

## Handlung
Detective Jack Hale arbeitet für die „Deviant Crimes Unit“ des San Francisco Police Department und eckt mit seiner schroffen Art, sei es im Umgang mit Kollegen, seien es Ermittlungsmethoden, immer wieder an. Erschwerend zu seinem Verhalten kommt hinzu, dass Hales eigener Vater ein verurteilter Serienmörder ist, der für die besondere Brutalität seiner Verbrechen bekannt wurde. Das wirft bei vielen die Frage auf, ob in Jacks Verhalten erste Anzeichen zu sehen sind, die befürchten lassen, dass er eines Tages wie sein Vater enden könnte.  